# Aston Villa Football Club 2022-2023
Questa voce raccoglie le informazioni riguardanti l'Aston Villa Football Club nelle competizioni ufficiali della stagione 2022-2023.

## Stagione
Questa stagione è la 4ª stagione consecutiva in Premier League per l'Aston Villa. Oltre alla partecipazione in Premier League, l'Aston Villa prenderà parte alla FA Cup ed alla EFL Cup.

## Maglie e sponsor
| Casa | Trasferta | Terza divisa |

### Rosa
Rosa, numerazione e ruoli, tratti dal sito ufficiale, sono aggiornati al 18 aprile 2023

| N. |                         | Ruolo | Calciatore        |
| -- | ----------------------- | ----- | ----------------- |
| 1  | Argentina (bandiera)    | P     | Emiliano Martínez |
| 2  | Polonia (bandiera)      | D     | Matty Cash        |
| 3  | Brasile (bandiera)      | D     | Diego Carlos      |
| 4  | Inghilterra (bandiera)  | D     | Ezri Konsa        |
| 5  | Inghilterra (bandiera)  | D     | Tyrone Mings      |
| 6  | Brasile (bandiera)      | C     | Douglas Luiz      |
| 7  | Scozia (bandiera)       | C     | John McGinn       |
| 9  | Burkina Faso (bandiera) | A     | Bertrand Traoré   |
| 10 | Argentina (bandiera)    | C     | Emiliano Buendía  |
| 11 | Inghilterra (bandiera)  | A     | Ollie Watkins     |
| 12 | Inghilterra (bandiera)  | P     | Jed Steer         |
| 15 | Spagna (bandiera)       | D     | Álex Moreno       |
| 16 | Inghilterra (bandiera)  | D     | Calum Chambers    |

| N. |                        | Ruolo | Calciatore         |
| -- | ---------------------- | ----- | ------------------ |
| 18 | Inghilterra (bandiera) | D     | Ashley Young       |
| 22 | Colombia (bandiera)    | A     | Jhon Durán         |
| 23 | Brasile (bandiera)     | C     | Philippe Coutinho  |
| 25 | Svezia (bandiera)      | P     | Robin Olsen        |
| 27 | Francia (bandiera)     | D     | Lucas Digne        |
| 31 | Giamaica (bandiera)    | A     | Leon Bailey        |
| 32 | Belgio (bandiera)      | C     | Leander Dendoncker |
| 38 | Finlandia (bandiera)   | P     | Viljami Sinisalo   |
| 39 | Inghilterra (bandiera) | A     | Keinan Davis       |
| 41 | Inghilterra (bandiera) | C     | Jacob Ramsey       |
| 44 | Francia (bandiera)     | A     | Boubacar Kamara    |
| 47 | Inghilterra (bandiera) | C     | Tim Iroegbunam     |

## Calciomercato

### Sessione estiva
| Acquisti         | Acquisti            | Acquisti            | Acquisti                    |
| R.               | Nome                | da                  | Modalità                    |
| ---------------- | ------------------- | ------------------- | --------------------------- |
| D                | Diego Carlos        | Siviglia            | definitivo (31 milioni €)   |
| A                | Philippe Coutinho   | Barcellona          | definitivo (20 milioni €)   |
| P                | Robin Olsen         | Roma                | definitivo (3,50 milioni €) |
| C                | Boubacar Kamara     | Olympique Marsiglia | definitivo (gratuito)       |
| Altre operazioni |                     |                     |                             |
| R.               | Nome                | da                  | Modalità                    |
| D                | Ludwig Augustinsson | Siviglia            | prestito (500 mila €)       |
| A                | Trezeguet           | İstanbul Başakşehir | fine prestito               |
| A                | Anwar El Ghazi      | Everton             | fine prestito               |
| D                | Frédéric Guilbert   | Strasburgo          | fine prestito               |
| P                | Lovre Kalinić       | Hajduk Spalato      | fine prestito               |

| Cessioni         | Cessioni          | Cessioni       | Cessioni                     |
| R.               | Nome              | a              | Modalità                     |
| ---------------- | ----------------- | -------------- | ---------------------------- |
| D                | Matthew Targett   | Newcastle Utd  | definitivo (17,50 milioni €) |
| A                | Trezeguet         | Trabzonspor    | (4 milioni €)                |
| P                | Lovre Kalinić     | Hajduk Spalato | definitivo (gratuito)        |
| D                | Conor Hourihane   | Derby County   | definitivo (gratuito)        |
| Altre operazioni |                   |                |                              |
| R.               | Nome              | a              | Modalità                     |
| A                | Philippe Coutinho | Barcellona     | fine prestito                |
| P                | Robin Olsen       | Roma           | fine prestito                |

### Sessione invernale
| Acquisti | Acquisti         | Acquisti            | Acquisti                    |
| R.       | Nome             | da                  | Modalità                    |
| -------- | ---------------- | ------------------- | --------------------------- |
| A        | Jhon Durán       | Chicago Fire        | definitivo (16,6 milioni €) |
| D        | Álex Moreno      | Real Betis          | definitivo (13,5 milioni €) |
| P        | Bertrand Traoré  | İstanbul Başakşehir | fine prestito               |
| C        | Viljami Sinisalo | Burton Albion       | Fine prestito               |

| Cessioni | Cessioni            | Cessioni      | Cessioni                  |
| R.       | Nome                | a             | Modalità                  |
| -------- | ------------------- | ------------- | ------------------------- |
| A        | Danny Ings          | West Ham Utd  | definitivo (12 milioni €) |
| D        | Frédéric Guilbert   | Strasburgo    | gratuito                  |
| A        | Cameron Archer      | Middlesbrough | prestito                  |
| C        | Morgan Sanson       | Strasburgo    | prestito                  |
| C        | Marvelous Nakamba   | Luton Town    | prestito                  |
| D        | Jan Bednarek        | Southampton   | fine prestito             |
| D        | Ludwig Augustinsson | Siviglia      | fine prestito             |

## Risultati

### Premier League

#### Girone di andata
| Arbitro: | Peter Bankes |

|                    |           |  |
| Lerma 2’ Moore 80’ | Marcatori |  |

| Arbitro: | Oliver |

|                      |           |                  |
| Ings 31’ Buendía 85’ | Marcatori | 87’ (aut.) Digne |

| Arbitro: | Madley |

|                         |           |            |
| Zaha 7’, 58’ Mateta 71’ | Marcatori | 5’ Watkins |

| Arbitro: | Coote |

|  |           |             |
|  | Marcatori | 74’ Fornals |

| Arbitro: | Jones |

|                          |           |          |
| Jesus 30’ Martinelli 77’ | Marcatori | 74’ Luiz |

| Arbitro: | Hooper |

|            |           |             |
| Bailey 74’ | Marcatori | 50’ Haaland |

| Arbitro: | Harrington |

|            |           |  |
| Ramsey 41’ | Marcatori |  |

| Leeds 2 ottobre 2022, ore 16:30 WEST 9ª giornata | Leeds Utd | 0 – 0 referto | Aston Villa | Elland Road (36 582 spett.)\| Arbitro: \| Attwell \| |
| Arbitro:                                         | Attwell   |               |             |                                                      |

| Arbitro: | Taylor (Cheshire) |

|            |           |           |
| Dennis 15’ | Marcatori | 22’ Young |

| Arbitro: | Jones |

|  |           |               |
|  | Marcatori | 6’, 65’ Mount |

| Arbitro: | Oliver |

|                                               |           |  |
| Reed 22’ Mitrović 68’ (rig.) Mings 84’ (aut.) | Marcatori |  |

| Arbitro: | England |

|                                           |           |  |
| Bailey 2’ Ings 7’, 14’ (rig.) Watkins 59’ | Marcatori |  |

| Arbitro: | Tierney |

|                                                    |           |  |
| Wilson 45+6’ (rig.), 56’ Joelinton 59’ Almirón 67’ | Marcatori |  |

| Arbitro: | Taylor |

|                                |           |                   |
| Bailey 7’ Digne 11’ Ramsey 49’ | Marcatori | 45’ (aut.) Ramsey |

| Arbitro: | Kavanagh |

|                 |           |                      |
| Mac Allister 1’ | Marcatori | 20’ (rig.), 54’ Ings |

| Arbitro: | Tierney |

|             |           |                                    |
| Watkins 59’ | Marcatori | 5’ Salah 37’ Van Dijk 81’ Bajčetić |

| Arbitro: | Brooks |

|  |           |                      |
|  | Marcatori | 50’ Buendía 73’ Luiz |

| Arbitro: | Gillett |

|          |           |             |
| Ings 78’ | Marcatori | 12’ Podence |

#### Girone di ritorno
| Arbitro: | Oliver |

|                       |           |             |
| Bailey 3’ Buendía 64’ | Marcatori | 83’ Bamford |

| Arbitro: | Salisbury |

|  |           |             |
|  | Marcatori | 77’ Watkins |

| Arbitro: | England |

|                               |           |                                                 |
| Watkins 9’ Souttar 32’ (aut.) | Marcatori | 12’ Maddison 41’ Iheanacho 45+2’ Tetê 79’ Praet |

| Arbitro: | R. Jones |

|                                           |           |             |
| Rodri 4’ Gündoğan 39’ Mahrez 45+2’ (rig.) | Marcatori | 61’ Watkins |

| Arbitro: | Hooper |

|                         |           |                                                               |
| Watkins 5’ Coutinho 31’ | Marcatori | 16’ Saka 61’ Zinchenko 90+3’ (aut.) Martínez 90+8’ Martinelli |

| Arbitro: | Taylor |

|  |           |                                |
|  | Marcatori | 63’ (rig.) Watkins 81’ Buendía |

| Arbitro: | Pawson |

|                     |           |  |
| Andersen 27’ (aut.) | Marcatori |  |

| Arbitro: | Kavanagh |

|                     |           |             |
| Benrahma 26’ (rig.) | Marcatori | 17’ Watkins |

| Arbitro: | R. Jones |

|                                        |           |  |
| Douglas Luiz 7’ Ramsey 80’ Buendía 89’ | Marcatori |  |

| Arbitro: | Madley |

|  |           |                        |
|  | Marcatori | 18’ Watkins 56’ McGinn |

| Arbitro: | Taylor |

|                          |           |  |
| Traoré 48’ Watkins 90+5’ | Marcatori |  |

| Arbitro: | Brooks |

|                             |           |  |
| Ramsey 11’ Watkins 63’, 83’ | Marcatori |  |

| Arbitro: | Salisbury |

|           |           |                  |
| Toney 65’ | Marcatori | 87’ Douglas Luiz |

| Arbitro: | Bramall |

|           |           |  |
| Mings 21’ | Marcatori |  |

| Arbitro: | Gillett |

|               |           |  |
| Fernandes 39’ | Marcatori |  |

| Arbitro: | Attwell |

|         |           |  |
| Toti 9’ | Marcatori |  |

| Arbitro: | Bankes |

|                            |           |                 |
| Ramsey 8’ Douglas Luiz 72’ | Marcatori | 90’ (rig.) Kane |

| Arbitro: | Brooks |

|             |           |            |
| Firmino 89’ | Marcatori | 27’ Ramsey |

| Arbitro: | Coote |

|                             |           |           |
| Douglas Luiz 8’ Watkins 26’ | Marcatori | 38’ Undav |

### FA Cup
| Arbitro: | Scott |

|            |           |                       |
| Sanson 33’ | Marcatori | 88’ Reid 90’ Campbell |

### EFL Cup
| Arbitro: | Kitchen |

|             |           |                                                       |
| Charles 24’ | Marcatori | 36’ Douglas Luiz 63’ (rig.) Ings 66’ Digne 87’ Bailey |

| Arbitro: | Coote |

|                                                        |           |                              |
| Martial 49’ Rashford 67’ Fernandes 78’ McTominay 90+1’ | Marcatori | 48’ Watkins 61’ (aut.) Dalot |

## Statistiche

### Statistiche di squadra
| Competizione   | Punti | In casa | In casa | In casa | In casa | In casa | In casa | In trasferta | In trasferta | In trasferta | In trasferta | In trasferta | In trasferta | Totale | Totale | Totale | Totale | Totale | Totale | DR |
| Competizione   | Punti | G       | V       | N       | P       | Gf      | Gs      | G            | V            | N            | P            | Gf           | Gs           | G      | V      | N      | P      | Gf     | Gs     | DR |
| -------------- | ----- | ------- | ------- | ------- | ------- | ------- | ------- | ------------ | ------------ | ------------ | ------------ | ------------ | ------------ | ------ | ------ | ------ | ------ | ------ | ------ | -- |
| Premier League | 61    | 19      | 12      | 2       | 5       | 33      | 21      | 19           | 6            | 5            | 8            | 18           | 25           | 38     | 18     | 7      | 13     | 51     | 46     | +5 |
| FA Cup         | -     | 1       | 0       | 0       | 1       | 1       | 2       | 0            | 0            | 0            | 0            | 0            | 0            | 1      | 0      | 0      | 1      | 1      | 2      | -1 |
| League Cup     | -     | 0       | 0       | 0       | 0       | 0       | 0       | 2            | 1            | 0            | 1            | 6            | 5            | 2      | 1      | 0      | 1      | 6      | 5      | +1 |
| Totale         | -     | 20      | 12      | 2       | 6       | 34      | 23      | 21           | 7            | 5            | 9            | 24           | 30           | 41     | 19     | 7      | 15     | 58     | 53     | +5 |

### Andamento in campionato
| Giornata  | 1  | 2 | 3  | 4  | 5  | 6  | 7  | 8  | 9  | 10 | 11 | 12 | 13 | 14 | 15 | 16 | 17 | 18 | 19 | 20 | 21 | 22 | 23 | 24 | 25 | 26 | 27 | 28 | 29 | 30 | 31 | 32 | 33 | 34 | 35 | 36 | 37 | 38 |
| --------- | -- | - | -- | -- | -- | -- | -- | -- | -- | -- | -- | -- | -- | -- | -- | -- | -- | -- | -- | -- | -- | -- | -- | -- | -- | -- | -- | -- | -- | -- | -- | -- | -- | -- | -- | -- | -- | -- |
| Luogo     | T  | C | T  | C  | T  | C  | C  | T  | T  | C  | T  | C  | T  | C  | T  | C  | T  | C  | C  | T  | C  | T  | C  | T  | C  | T  | C  | T  | T  | C  | C  | T  | C  | T  | T  | C  | T  | C  |
| Risultato | P  | V | P  | P  | P  | N  | V  | N  | N  | P  | P  | V  | P  | V  | V  | P  | V  | N  | V  | V  | P  | P  | P  | V  | V  | N  | V  | V  | V  | V  | V  | N  | V  | P  | P  | V  | N  | V  |
| Posizione | 16 | 9 | 13 | 15 | 19 | 17 | 15 | 14 | 16 | 16 | 17 | 15 | 16 | 13 | 12 | 12 | 12 | 11 | 11 | 11 | 11 | 11 | 11 | 11 | 11 | 11 | 11 | 9  | 7  | 6  | 6  | 6  | 5  | 7  | 8  | 7  | 7  | 7  |

Legenda:

Luogo: C = Casa; T = Trasferta. Risultato: V = Vittoria; N = Pareggio; P = Sconfitta.